# Saprinus acuminatus
Saprinus acuminatus är en skalbaggsart som först beskrevs av Fabricius 1798.  Saprinus acuminatus ingår i släktet Saprinus och familjen stumpbaggar.

## Underarter
Arten delas in i följande underarter:
- S. a. acuminatus
- S. a. maroccanus